# Ain Sifni
Ain Sifni (también conocida como Shejan; en kurdo: Şêxan ,شێخان): es la capital del distrito de Shejan y está anexionada de facto a la región del Kurdistán iraquí. Sus habitantes son principalmente yazidíes con una minoría significativa de asirios. Es una de las principales ciudades sagradas de los yazidíes y funciona como capital para ellos ya que es la residencia del actual líder hereditario (Mīr, o príncipe) del pueblo yazidí, siendo el actual poseedor Tahseen Said. La ciudad es también la sede del distrito de Shejan en la gobernación de Nínive, en el norte de Irak.

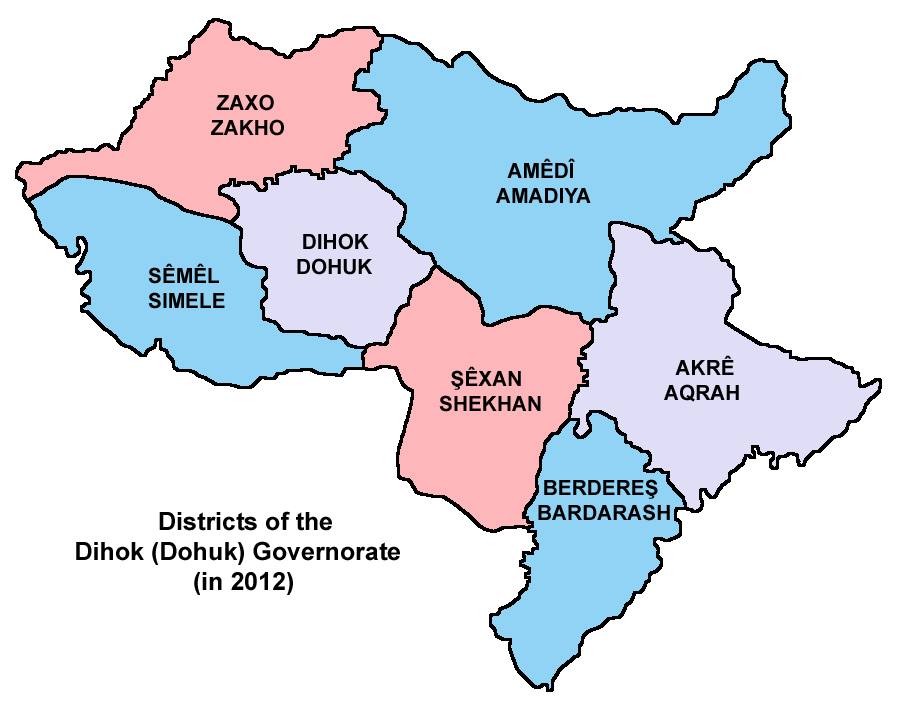
Distritos de la gobernación de Duhok en lea región del Kurdistán iraquí.

La ciudad está poblada principalmente por yazidíes, con una minoría de asirios cristianos. Las iglesias son Mar Yusuf (San José), católica caldea y Mar Kyriakos, que pertenece a la Iglesia asiria de Oriente. Las lenguas que se hablan en la ciudad son el kurdo kurmanji, el árabe y el neoarameo asirio.

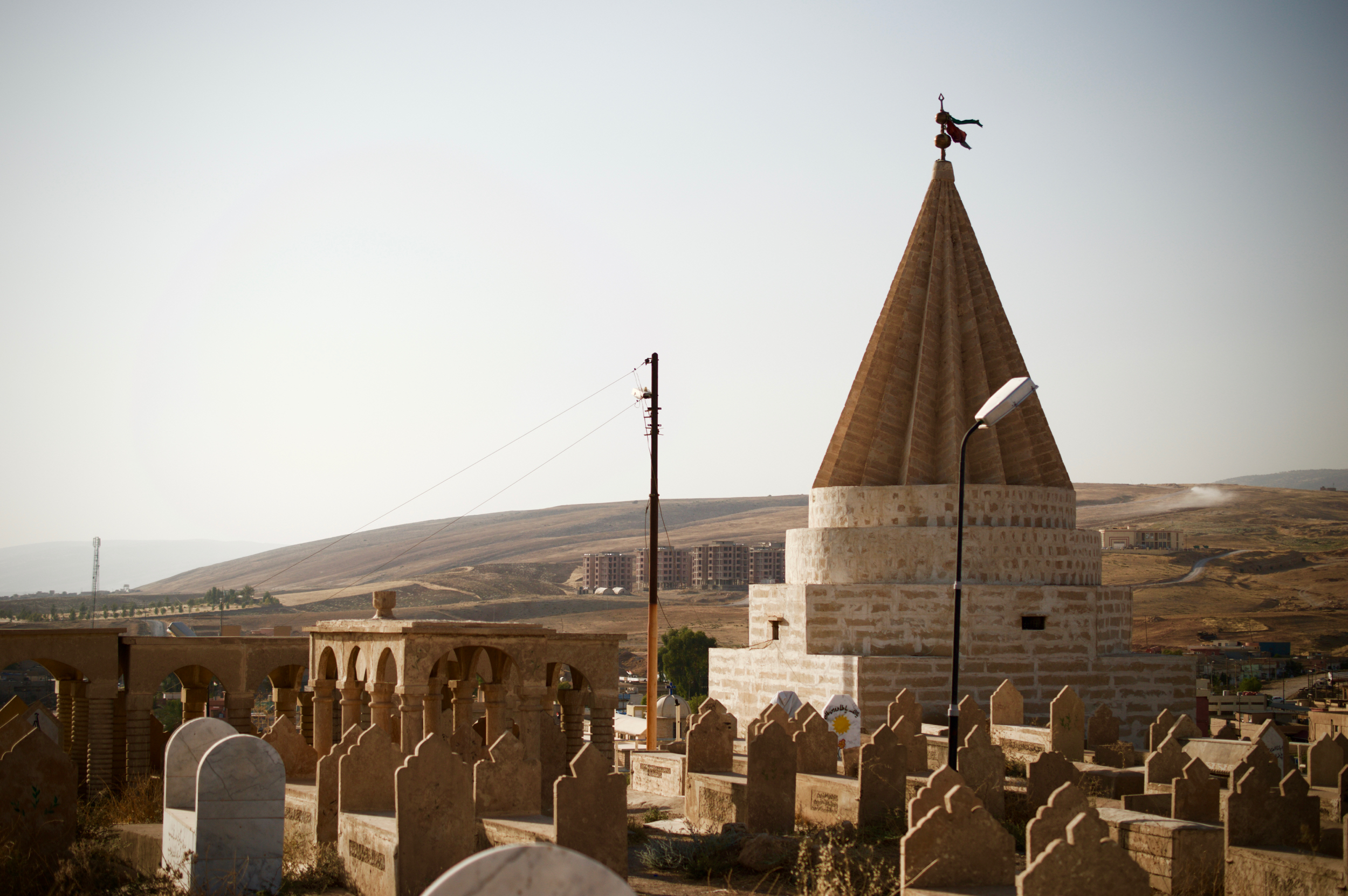
Cementerio yazidí en Ain Sifni (Shejan).

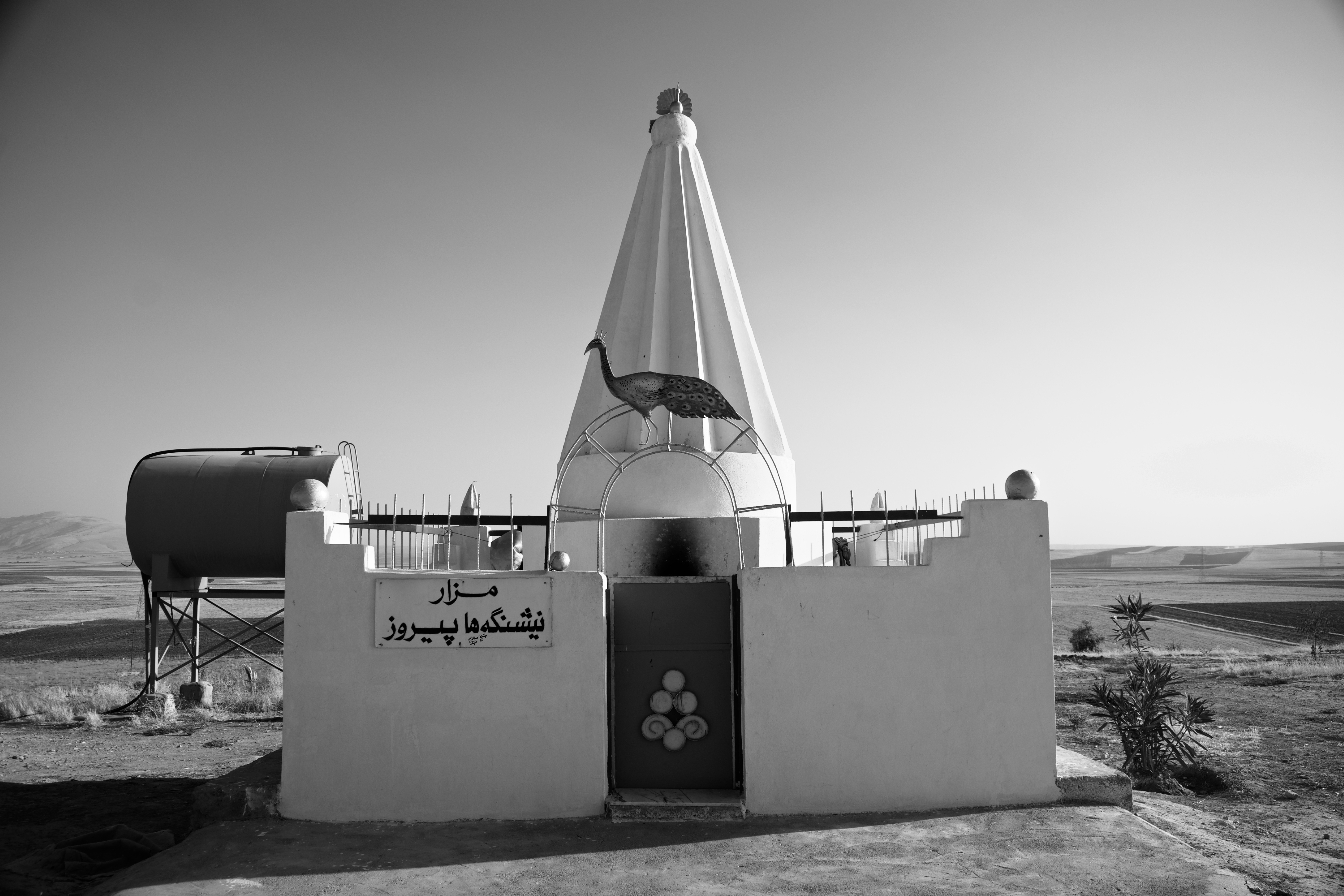
Templo yazidí (Nishingaha Peroz) cerca de Ain Sifni (Shejan).

## Historia
Desde el 10 de agosto de 2014, los refugiados yazidíes han estado huyendo a Ain Sifni y Lalish desde Sinjar a través de Siria después de que el Estado Islámico pusieran esa ciudad bajo asedio.

## Clima
Ain Sifni tine un clima mediterráneo (clasificación climática de Köppen: Csa).
| Parámetros climáticos promedio de Ain Sifni          | Parámetros climáticos promedio de Ain Sifni | Parámetros climáticos promedio de Ain Sifni | Parámetros climáticos promedio de Ain Sifni | Parámetros climáticos promedio de Ain Sifni | Parámetros climáticos promedio de Ain Sifni | Parámetros climáticos promedio de Ain Sifni | Parámetros climáticos promedio de Ain Sifni | Parámetros climáticos promedio de Ain Sifni | Parámetros climáticos promedio de Ain Sifni | Parámetros climáticos promedio de Ain Sifni | Parámetros climáticos promedio de Ain Sifni | Parámetros climáticos promedio de Ain Sifni | Parámetros climáticos promedio de Ain Sifni |
| Mes                                                  | Ene.                                        | Feb.                                        | Mar.                                        | Abr.                                        | May.                                        | Jun.                                        | Jul.                                        | Ago.                                        | Sep.                                        | Oct.                                        | Nov.                                        | Dic.                                        | Anual                                       |
| ---------------------------------------------------- | ------------------------------------------- | ------------------------------------------- | ------------------------------------------- | ------------------------------------------- | ------------------------------------------- | ------------------------------------------- | ------------------------------------------- | ------------------------------------------- | ------------------------------------------- | ------------------------------------------- | ------------------------------------------- | ------------------------------------------- | ------------------------------------------- |
| Temp. máx. media (°C)                                | 10.8                                        | 12.7                                        | 16.6                                        | 22.3                                        | 29.8                                        | 36.7                                        | 40.9                                        | 40.7                                        | 36.4                                        | 28.7                                        | 19.8                                        | 12.7                                        | 25.7                                        |
| Temp. media (°C)                                     | 5.9                                         | 7.5                                         | 10.9                                        | 15.9                                        | 22.3                                        | 28.0                                        | 32.1                                        | 31.6                                        | 27.2                                        | 20.5                                        | 13.6                                        | 7.7                                         | 18.6                                        |
| Temp. mín. media (°C)                                | 1.0                                         | 2.3                                         | 5.3                                         | 9.6                                         | 14.9                                        | 19.4                                        | 22.3                                        | 22.5                                        | 18.0                                        | 12.4                                        | 7.5                                         | 2.7                                         | 11.5                                        |
| Precipitación total (mm)                             | 126                                         | 149                                         | 138                                         | 97                                          | 35                                          | 0                                           | 0                                           | 0                                           | 1                                           | 18                                          | 74                                          | 110                                         | 748                                         |
| Fuente: https://en.climate-data.org/location/934732/ |                                             |                                             |                                             |                                             |                                             |                                             |                                             |                                             |                                             |                                             |                                             |                                             |                                             |